# Miriam Makeba
Pour les articles homonymes, voir Makeba.
Miriam Makeba, née le 4 mars 1932 à Johannesbourg (Afrique du Sud) et morte le 9 novembre 2008 à Castel Volturno (Italie), est une chanteuse d'ethno-jazz et une militante politique sud-africaine, naturalisée guinéenne dans les années 1960, puis algérienne en 1972.
Elle est parfois surnommée « Mama Africa ». Contrainte à l'exil pendant une trentaine d'années, elle parcourt le monde et multiplie les succès musicaux. Elle devient une des voix contre l'apartheid et pour la fierté du continent africain. Elle rentre en Afrique du Sud en 1990.

## Biographie

### Jeunesse
Zenzile Makeba Qgwashu Nguvama, dite Miriam Makeba, naît le 4 mars 1932, dans un township de Johannesbourg. Son père est instituteur, d'origine xhosa, et sa mère domestique, d'origine swazi. Sa mère accouche seule et coupe elle-même le cordon ombilical. Prénommée « Zenzi », diminutif d’Uzenzile, qui signifie « tu ne peux t’en prendre qu’à toi-même », elle n’a que quelques jours lorsque sa mère est emprisonnée, avec elle, pour six mois pour avoir brassé de la bière afin de subvenir aux besoins de la famille. Son père meurt lorsqu’elle a six ans. 
Après le décès de son père, elle rejoint sa grand-mère avec qui elle découvre la musique.
En 1948, les nationalistes afrikaners gagnent les élections et mettent en place le régime de l’apartheid. Makeba épouse James Kubay en 1950. À 17 ans, elle accouche de sa fille Bongi , mais elle est diagnostiquée d'un cancer du sein, que sa propre mère traite de manière non conventionnelle mais avec succès,. Son mari la quitte peu après et ils divorcent en 1952.

### Une chanteuse engagée
À 20 ans, Zenzi Makeba, bonne d’enfants puis laveuse de taxis, vit seule avec sa fille Bongi et sa mère. Elle commence à chanter professionnellement avec le groupe Cuban Brothers, puis devient choriste du groupe Manhattan Brothers (en), en 1952, qui lui donne son nom de scène, Miriam. Elle devient vite une vedette, et se sert de cette notoriété pour dénoncer le régime de l'apartheid et les conditions de vie misérables du prolétariat noir. Elle enregistre son premier hit, Lakutshn, Ilanga en 1953 avec Manhattan Brothers. Au cours de l'une de sa prestation, Makeba fait la rencontre de Nelson Mandela en tant que jeune avocat. 
En 1956, elle rejoint à un groupe musical féminin, the « Skylarks » (appelé aussi the« Sunbeams » et écrit son plus grand succès, Pata Pata, qui fait le tour du monde(elle sera reprise en français par Sylvie Vartan sous le titre Tape Tape en 1980). La version la plus connue a été effectuée sous la direction de Jerry Ragovoy en 1967.
En 1959, elle joue dans une comédie musicale, King Kong, grand succès. Mais Miriam est contrainte à un exil de 31 ans, pour de son apparition dans le film anti-apartheid Come Back, Africa du cinéaste américain Lionel Rogosin. Ses disques sont retirés de la vente en Afrique du Sud et elle est déchue de sa nationalité sud africaine. Elle épouse Sonny Pillay la même année. Sa mère décède en 1960, mais elle ne peut assister à ses obsèques, le gouvernement sud-africain ayant annulé son passeport et refusé de lui délivrer un visa,. Il lui faudra attendre 1990 et la libération de Nelson Mandela pour revenir en Afrique du Sud.
En 1965, elle épouse son vieil ami, le musicien sud-africain, Hugh Masekela puis divorce en 1966.
Elle continue de prononcer des discours anti-apartheid et d’appeler au boycott de l’Afrique du Sud devant les Nations unies. Elle reçoit de nombreux soutiens, dont ceux de Kwame Nkrumah, Ahmed Sékou Touré, Amílcar Cabral ou encore Eduardo Mondlane. Elle chante en zoulou, en xhosa, en tswana, en swahili, en portugais et en arabe (Ana hourra fi aljazaier qui veut dire « je suis libre en Algérie ») pendant les Jeux africains de 1978 à Alger en Algérie). Ses chansons prônent la tolérance et la paix. Elle vit aux États-Unis (où elle s'engage avec le mouvement des droits civiques contre la ségrégation raciale), en Guinée, en Europe et devient un symbole de la lutte anti-apartheid. En Tanzanie, l'enthousiasme avec lequel le président Julius Nyerere lui remet un passeport lui donne pour la première fois cette impression de ne pas être une Sud-Africaine mais d’être une Africaine.
En 1966, Miriam Makeba reçoit un Grammy Award pour son disque An evening with Harry Belafonte and Miriam Makeba et devient la première Sud-Africaine à obtenir cette récompense. Son mariage en 1969 avec le militant des droits civils afro-américain Stokely Carmichael, chef des Black Panthers, lui cause des ennuis aux États-Unis. Elle s'exile à nouveau et s'installe en Guinée.
En septembre 1974, elle joue au festival Zaïre 74, organisé à l'occasion du combat entre Mohamed Ali et George Foreman à Kinshasa. En 1977, elle participe au FESTAC 77, un festival des cultures et arts noirs et africains qui se tient à Lagos, au Nigeria, et réunit près de 60 pays.

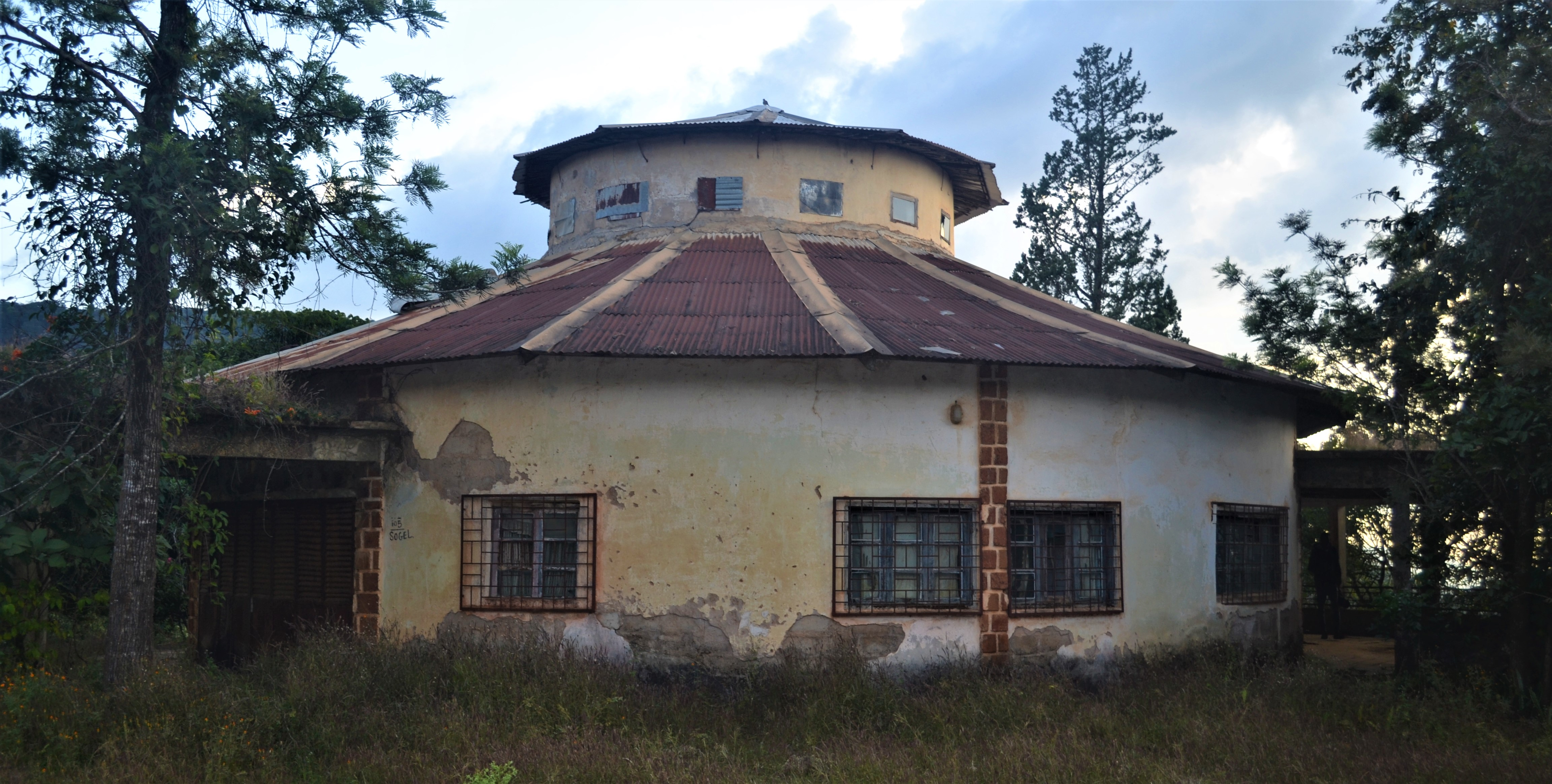
Case de Miriam Makeba à Dalaba de 1969 à 1985.

Elle se sépare de Carmichael en 1978 et en 1980, dans ce pays où la polygamie est légale, devient la deuxième épouse de Bageot Bah, un Guinéen influent, directeur à la Sabena. Elle reprend ses tournées internationales, notamment avec le Ballet de Guinée. En 1978, lors des Jeux panafricains d'Alger, elle interprète en arabe la chanson Ifriqyia.
Après la mort du président guinéen Ahmed Sékou Touré, le coup d’État de Lansana Conté en 1984 et la mort de sa fille Bongi, en 1985, des suites d’une fausse couche, Miriam Makeba part vivre à Woluwe-Saint-Lambert, dans la banlieue de Bruxelles. Poursuivant ses engagements, elle consacre des chansons à Patrice Lumumba, Ahmed Sékou Touré, Malcolm X ou Samora Machel.
En 1987 Miriam Makeba rencontre à nouveau le succès grâce à sa collaboration avec Paul Simon dans l'album Graceland. Peu après, elle publie son autobiographie Makeba: My Story.
En 1990, elle participe au Festival de Sanremo 1990. Suivant le règlement de l'époque chaque chanteur est jumelé avec un chanteur étranger. Elle y interpréta Give me a reason, la version anglaise de Bisognerebbe non pensa che a te interprété par la chanteuse italienne Caterina Caselli lors du festival. Cette dernière termina neuvième.
Le 9 novembre 2008, à 76 ans. Makeba participe à un concert à Castel Volturno, près de Caserte en Italie, organisé en soutien à l'écrivain et journaliste antimafia Roberto Saviano, qui dénonce les activités criminelles de la Camorra dans la région de Campanie. Elle s'évanouit victime d'une crise cardiaque juste après avoir chanté Pata Pata. Elle est conduite en ambulance à la clinique Pineta Grande clinic, mais le personnel médical ne peut la ranimer,,. Angélique Kidjo lui a parlé avant qu'elle monte sur scène,,,,.

### Une artiste consacrée

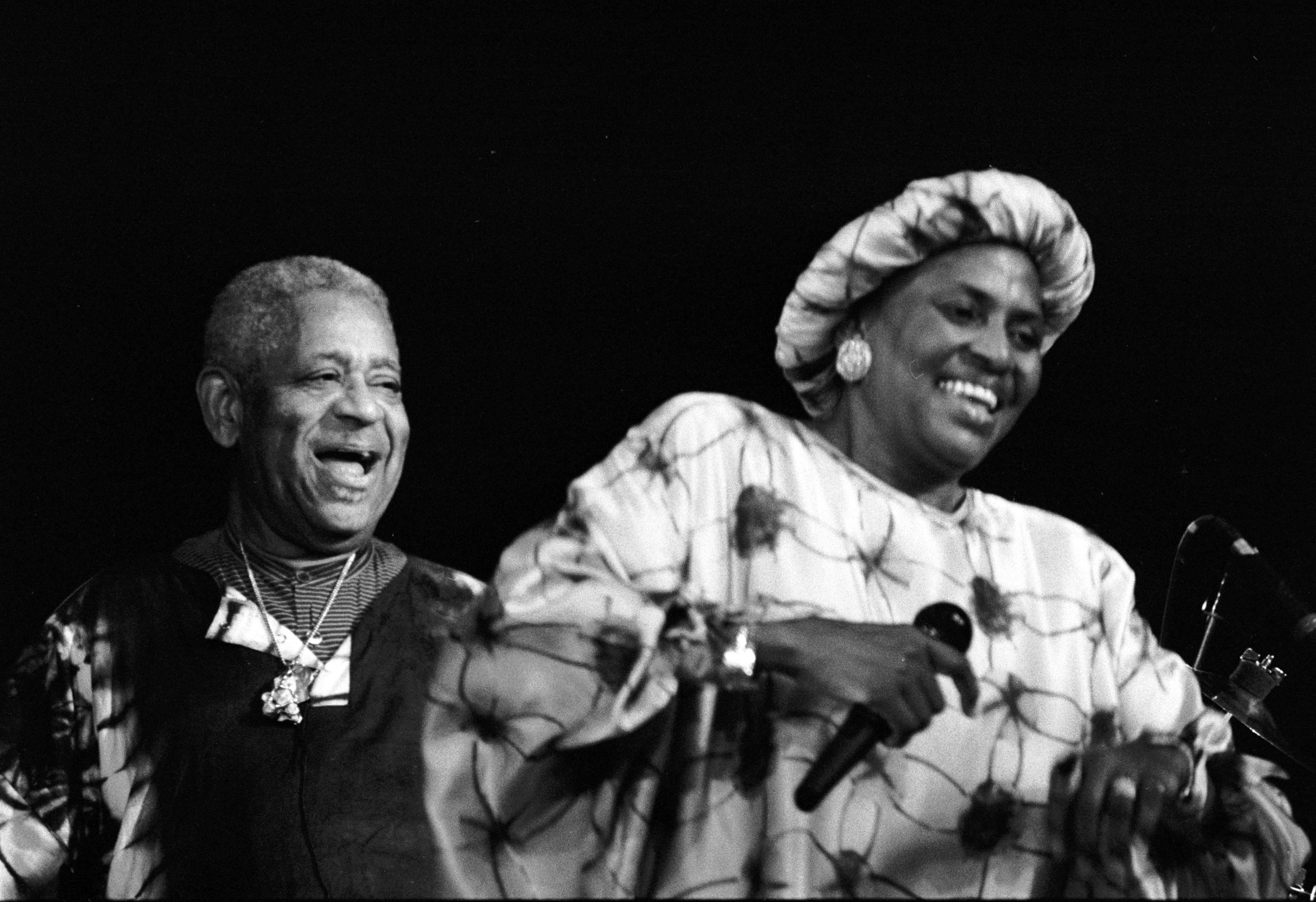
Dizzy Gillespie et Miriam Makeba en Basse-Normandie en 1991.

Miriam Makeba fut décorée par la France au titre de commandeur des Arts et des Lettres en 1985 et devient Citoyenne d'honneur 1990. En 1990, Nelson Mandela la persuade de rentrer en Afrique du Sud. En 1992, elle interprète le rôle de la mère (Angelina) dans le film Sarafina ! qui raconte les émeutes de Soweto en 1976. En 2002, elle obtient le Prix Polar Music (ainsi que Sofia Goubaïdoulina)
Miriam Makeba a toujours rêvé d'une grande Afrique unie. Pour son pays, elle exhortait ses frères noirs au pardon : « Nous devons grandir. Les Noirs et les Blancs doivent apprendre à se connaître, à vivre ensemble. »
En 1999, Miriam Makeba a été nommée Ambassadrice de bonne volonté de l’Organisation des Nations unies pour l'alimentation et l'agriculture (FAO),.
Elle annonce en 2005 qu'elle met fin à sa carrière, tout en continuant à défendre les causes auxquelles elle croit
Le Prix international Miriam Makeba récompense la créativité artistique dans le continent africain.
Son retour en Afrique se ponctuera d’une implication dans de nombreuses œuvres dont la lutte contre les enfants soldats et le sida. Elle ouvre aussi un centre venant en aide au jeunes orphelines. Elle publie en 2004 sa seconde biographie marquant la fin de sa carrière musicale, mais elle en sort de sa retraite  pour quelques concert dont celui funeste de novembre 2008.
Nelson Mandela: « Her haunting melodies gave voice to the pain of exile and dislocation which she felt for 31 long years. At the same time, her music inspired a powerful sense of hope in all of us. Even after she returned home she continued to use her name to make a difference by mentoring musicians and supporting struggling young women. One of her more recent projects was to highlight the plight of victims of land mines ». ( « Ses mélodies envoûtantes ont donné voix à la douleur de l’exil et du déplacement qu’elle a ressenti pendant 31 longues années. En même temps, sa musique a inspiré un puissant sentiment d’espoir en nous tous. Même après son retour chez elle, elle a continué à utiliser son nom pour faire la différence en encadrant des musiciens et en soutenant des jeunes femmes en difficulté. Un projet récent évoquait le sort des victimes des mines terrestres ».) .

## Albums et titres notables

### Albums
- 1960 : Miriam Makeba
- 1962 : The Many Voices of Miriam Makeba (en)
- 1963 : The World of Miriam Makeba
- 1964 : The Voice of Africa
- 1965 : Makeba Sings!
- 1965 : An Evening with Belafonte/Makeba
- 1965 : The Magic of Makeba
- 1966 : The Magnificent Miriam Makeba[27]
- 1966 : All About Miriam[28]
- 1967 : Pata Pata[29]
- 1968 : Makeba![30]
- 1970 : Keep Me in Mind[31]
- 1974 : A Promise
- 1975 : Miriam Makeba & Bongi
- 1978 : Country Girl
- 1979 : Comme une symphonie d'amour
- 1987 : The Queen of African Music (en) (compilation)
- 1988 : Sangoma (album) (en)[32]
- 1989 : Welela
- 1991 : Eyes on Tomorrow (en)
- 2000 : Homeland (Miriam Makeba) (en)
- 2004 : Reflections

### Titres
- 1956 : Lakutschn, llanga, Lovely Lies
- Sophiatown is Gone
- 1963 : The Click Song / Mbube
- 1970 : Lumumba
- 1974 : Malcolm X
- 1967 : Pata Pata
- 1977 : Soweto Blues
- 1991 : Thula Sizwel/ I Shall be Released
- Malaika

## Hommages
En France, son nom est celui de plusieurs odonymes et établissements scolaires : le passage Miriam-Makeba, dans le 12e arrondissement de Paris, l'esplanade Miriam-Makeba à Villeurbanne dans la métropole de Lyon et des rues Miriam-Makeba à Bobigny, Lyon et Saint-Denis. Le collège Miriam-Makeba de Lille-Moulins à Lille fut inauguré en septembre 2018, le collège Miriam-Makeba à Aubervilliers en Seine-Saint-Denis et le groupe scolaire Miriam-Makeba à Châlette-sur-Loing dans le Loiret en septembre 2019. Depuis la rentrée 2024, l'école maternelle et élémentaire Miriam Makeba accueille les enfants du quartier de la plaine de Baud à Rennes.
La navire océanographique sud-africain S.A. Agulhas II porte une dédicace à la chanteuse sur sa timonerie.
En juin 2015, la chanteuse française Jain lui rend hommage avec la chanson Makeba dans son premier EP Hope. Fin 2015, la chanson sortira dans l'album Zanaka.
Décerné pour la première fois en 2018, le Prix Miriam Makeba promeut l'art africain à l'échelle internationale.
En janvier 2023, pendant le Championnat d'Afrique des nations de football  (CHAN) organisé en Algérie, un hommage a été rendu à Miriam Makeba en reprenant les paroles de sa chanson Ana hourra fi aljazaier, déjà chantée à Alger en 1978. Cette chanson fut combinée avec la chanson officielle de la compétition, Marhaba, et interprétée lors de la cérémonie d'ouverture.
Le 13 août 2024, le cratère mercurien Makeba est ainsi nommé en son honneur.